# Laurence Monroe Klauber
Pour les articles homonymes, voir Monroe et Klauber.
Laurence Monroe Klauber est un naturaliste amateur américain, né le 21 décembre 1883 à San Diego et mort le 8 mai 1968 dans cette même ville.

## Biographie
Enfant, il explore les environs de San Diego pour y récolter des reptiles. Il obtient son Bachelor of Arts en 1908 à l’université Stanford et entre alors à la Westinghouse Graduate Apprenticeship Course. Diplômé en 1910, il entre comme vendeur à la San Diego Gas and Electric Company. Il y fera toute sa carrière, il devient dès 1911 ingénieur, directeur en 1946, président en 1949 et prend sa retraite en 1954. Il est l’inventeur de plusieurs innovations dans le domaine de l’électricité.
Parallèlement à son activité professionnelle, il se passionne toute sa vie pour l’herpétologie et surtout pour les serpents à sonnette. Au début des années 1920, il contacte le zoo de la ville pour y trouver de l'aide afin de déterminer les espèces qu'il a récoltées. Encouragé par ses contacts, comme John Van Denburgh (1872-1924) et Joseph Grinnell (1877-1939), il commence à étudier les reptiles plus sérieusement et devient un spécialiste de la faune locale, publiant une centaine d'articles scientifiques et répertoriant 53 nouvelles espèces ou sous-espèces de reptiles et d'amphibiens. Il constitue une collection de plus de 35 000 spécimens. Observant que de nombreux serpents sont trouvés morts sur les routes au matin, écrasés par des automobiles, il imagine d’utiliser son propre véhicule pour étudier la nuit ces animaux. Il publie en 1956 un livre de 1 533 pages sur ces espèces : Rattlesnakes : Their Habits, Life Histories, and Influence on Mankind.
En son honneur, 14 genres, espèces ou sous-espèces lui ont été dédiées. Il lègue sa collection au Muséum d'histoire naturelle de San Diego ainsi que sa bibliothèque riche de 1 500 livres, 20 000 articles et de multiples documents manuscrits.